# Jacques Dieudonné
Jacques Dieudonné, né en 1949, est un sculpteur belge spécialisé dans la sculpture profane et l'art religieux.
Il a notamment réalisé une partie du mobilier liturgique de la Basilique du Sacré-Cœur de Bruxelles, de la Collégiale Saint-Barthélemy de Liège et de la Basilique Notre-Dame de l'Épine.
En septembre 2021, a été inauguré sa nouvelle création pour la cathédrale de liège : le nouveau portail principal tout en laiton et son vitrail sus situé.
Ses œuvres se retrouvent dans des collections particulières et musées au Canada, États-Unis et en Europe.